# 格拉谢拉·苏珊娜
格拉谢拉·苏珊娜·安布罗西奥（Graciela Susana Ambrosio，1953年1月22日—2024年11月19日）通常被简称为格拉谢拉·苏珊娜（日語：グラシエラ・スサーナ），是一位阿根廷探戈音乐歌手。
格拉谢拉·苏珊娜生于布宜诺斯艾利斯。他的父亲里卡多·埃内斯托·安布罗西奥（Ricardo Ernesto Ambrosio）是个音乐人，曾在管弦乐队中表演声乐，弹奏钢琴，格拉谢拉因此得以在音乐氛围中长大。她小时候曾和姐姐克里斯蒂娜（Cristina）组成民谣二人组，演唱歌曲。1960年代末，她开始独唱独奏探戈音乐，用吉他为自己伴奏。
1971年，就在18岁时，格拉谢拉·苏珊娜被日本歌手菅原洋一發掘，后者当时正在和经纪人在布宜诺斯艾利斯的探戈酒吧旧仓库聆听苏珊娜演唱。之后，她來到日本，成为了东芝-EMI旗下的音乐人。她获得最大商业成功的专辑是发行于1973年的《我爱示巴女王》（Adoro, La reine de Saba）。该专辑位列Oricon公信榜前100名达220逾周，售出了逾100万张唱片。